# Chris Plys
Chris Plys (ur. 13 sierpnia 1987 w Duluth), amerykański curler, mistrz świata juniorów i złoty medalista na Uniwersjadzie 2007. Zawodnik Duluth Curling Club, gra jako czwarty u Tylera George'a. Waży 77 kg i ma 183 cm wzrostu.
Plys w curling zaczął grać w 1988. W 2002 został mistrzem Minnesoty szkół średnich, a w następnym roku dotarł do finału. Od 2003 startuje w mistrzostwach juniorów stanu, w swoim pierwszym występie zajął 3. miejsce, a następnie do 2009 (bez 2005, kiedy to zdobył mistrzostwo Illinois) ciągle utrzymywał mistrzostwo Minnesoty. 
Na mistrzostwach Stanów Zjednoczonych juniorów występował 7-krotnie. Swój debiut zaliczył w 2003 zdobywając złoty medal jako rezerwowy w zespole Jessie'go Gatesa. W latach 2004 i 2005 zajmował 5. pozycję. Od 2006 nieprzerwanie zdobywał złote medale, co czyniło jego zespół reprezentacją USA na mistrzostwach świata.
Zespół Plysa wystąpił na MŚ Juniorów Grupy B 2004, ostatecznie zajął 7. lokatę. Po dwuletniej przerwie Plys wrócił do mistrzostw świata. W 2006 reprezentacja kraju pod jego przewodnictwem zajęła 9. miejsce (3-6) i w 2007 5. (6-3 i przegrana z Danią w tie-breaker). Po Round Robin MŚ 2008 USA zajmowały 3. pozycję z bilansem 7-2. W meczu 3/4 drużyna amerykańska pokonała Norwegów 7:3, następnie w półfinale Kanadyjczyków 8:6 i ostatecznie w finale gospodarzy – Szwedów 7:5. Kolejne mistrzostwa przyniosły brązowy medal po wygranej nad Szwecją 9:4. 
Plys jako drugi w zespole Johna Shustera reprezentował Stany Zjednoczone na Zimowej Uniwersjadzie 2007. Po zespół Round Robin zajmował 2. miejsce, w półfinale pokonał Kanadę 7:3 i w finale Wielką Brytanię 9:4. Chris Plys i jego drużyna zostali amerykańską drużyną roku 2008.
Po raz pierwszy wystąpił na mistrzostwach kraju w 2008 w zespole Johna Shustera, zajął tam 6. miejsce. Rok później zagrał w United States Olympic Curling Trials (mistrzostwa kraju połączone z wyłonieniem reprezentacji na zimowe igrzyska olimpijskie). Plys z bilansem 3-6 uplasował się na przedostatnim, 9. miejscu. Jako rezerwowy u Shustera wyjechał na MŚ 2009, jednak nie zagrał w żadnym ze spotkań, a Stany Zjednoczone uplasowały się na 5. pozycji.
Na Zimowych Igrzyskach Olimpijskich 2010 Plys wystąpił trzykrotnie, w wygranym 4:3 spotkaniu przeciwko Francji (Thomas Dufour) był kapitanem drużyny (była to jedna z dwóch wygranych zespołu). Reprezentacja Stanów Zjednoczonych zajęła ostatnie miejsce.
W 2013 Plys drugi raz w karierze wystąpił na Zimowej Uniwersjadzie, tym razem jako skip. Amerykanie Round Robin zakończyli z 5 wygranymi meczami - podobnie jak Norwegowie (Markus Høiberg). Zespoły te musiały rozegrać mecz barażowy, którego zwycięzca awansował do półfinału. W dodatkowym spotkaniu wynikiem 4:3 lepszy był zespół norweski, ekipa Plysa została sklasyfikowana na 5. miejscu.

## Drużyna
|           | Czwarty      | Trzeci          | Drugi            | Otwierający      |
| --------- | ------------ | --------------- | ---------------- | ---------------- |
| od 2012   | Chris Plys   | Tyler George    | Rich Ruohonen    | Colin Hufman     |
| 2011/2012 | Tyler George | Chris Plys      | Rich Ruohonen    | Aanders Brorson  |
| 2010/2011 | Tyler George | Chris Plys      | Rich Ruohonen    | Phill Drobnick   |
| 2009/2010 | Chris Plys   | Phill Drobnick  | Aanders Brorson  | Tim Drobnick     |
| 2007/2009 | Chris Plys   | Aanders Brorson | Matthew Perushek | Matthew Hamilton |
| 2006/2007 | Chris Plys   | Aanders Brorson | Matthew Perushek | Joel Cooper      |
| ZU 2007   | John Shuster | Jeff Isaacson   | Chris Plys       | Shane McKinlay   |
| 2005/2006 | Chris Plys   | Matt Mielke     | Kevin Johnson    | Tommy Kent       |
| 2003/2004 | Chris Plys   | Aanders Brorson | Kyle Coldagelli  | Carl Ball        |

|         | Czwarty    | Trzeci          | Drugi         | Otwierający   |
| ------- | ---------- | --------------- | ------------- | ------------- |
| ZU 2013 | Chris Plys | Stephen Dropkin | Sean Beighton | Korey Dropkin |